# Hans Hafner (Komponist)

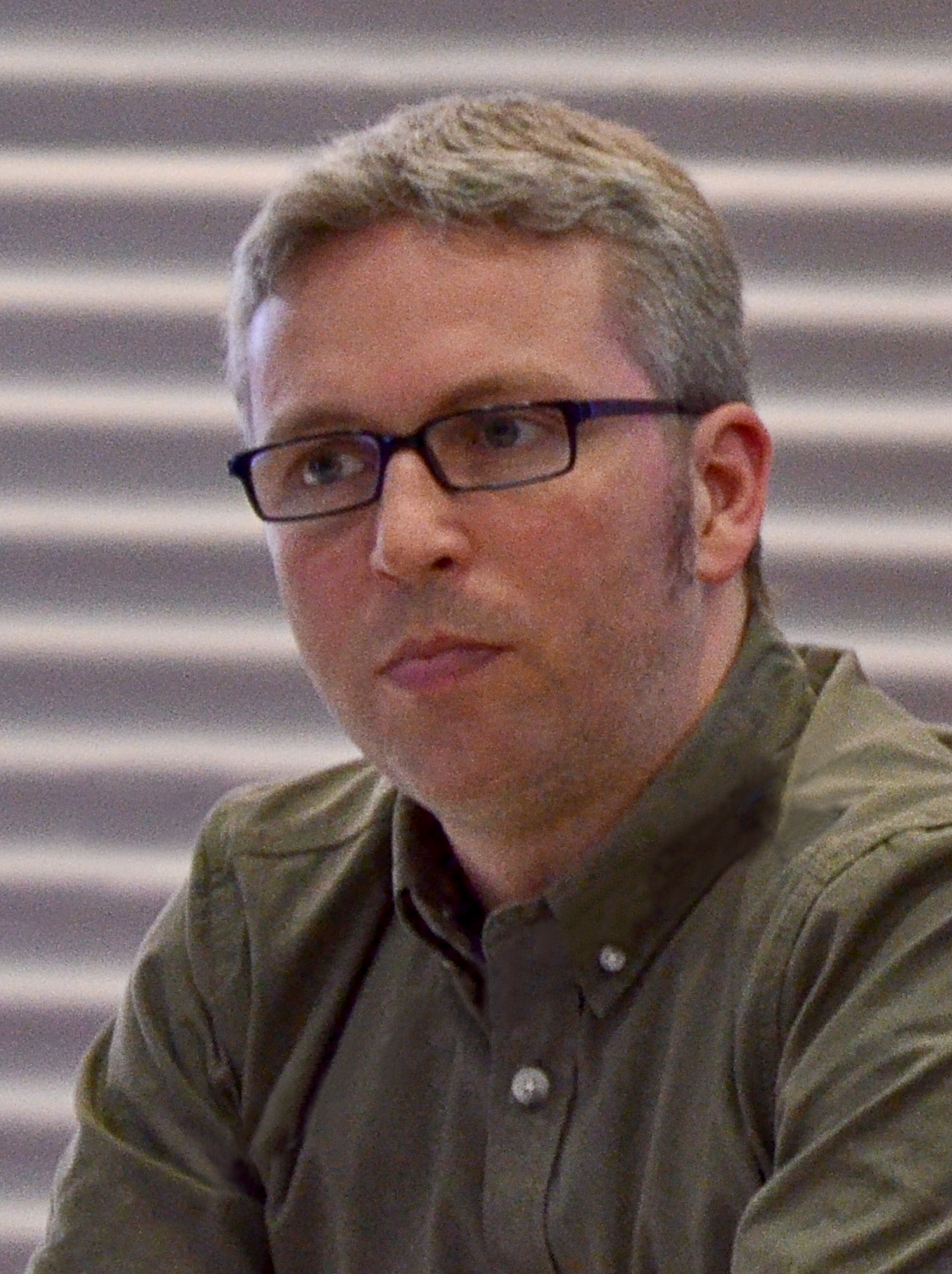
Hans Hafner (2012)

Hans Hafner (* 28. Oktober 1972 in Rottweil) ist ein deutscher Komponist und Sounddesigner. Er lebt in Berlin.

## Leben und Wirken
Hans Hafner studierte am Berklee College of Music Komposition und Produktion. Er komponierte Musik für verschiedene Fernsehserien (Ein Fall für zwei, The Young and the Restless, Zeit der Sehnsucht), für Gianna Nannini, You Pretty Thing und Jayney Klimek, sowie für Independent-Kinofilme. Er arbeitet zudem als Komponist und Musikproduzent im Werbebereich für Firmen wie Nivea, Mercedes-Benz und EnBW, sowie als Sounddesigner für Synthesizer von u-he, refx und Native Instruments.
2003 entstand im Auftrag von Gianna Nannini ein kurzes Chorwerk im wagnerischen Opernstil für den Song Amore Cannibale, das in Mailand gemeinsam mit Gianna Nannini aufgenommen wurde. Der Song Contaminata, für den Hafner ebenfalls den massiven Chor komponierte, wurde vom Berliner Künstler Apparat remixed.
2006 erstellte Hafner den Werbeclip für Rich Prosecco – The Paris Hilton Drink, der nur aus Beatbox, einer Synthie-Linie und Gesang bestand. 2007 vertonte er gemeinsam mit der Edition Meister die Folgen Bittere Erkenntnis und Mörderische Fälschungen. Ein Fall für zwei ist eine der ältesten deutschen Serien, für die noch neue Folgen produziert werden. 2008 gab Hewlett-Packard International Hafner den Auftrag, den Auftritt auf der alle vier Jahre stattfindenden Drupa zu vertonen, der in diesem Jahr aus einer 180°-Surround-Videoproduktion bestand.
2010 kam der Auftrag von der Askania Media Production (Berlin) für die Komposition der Musik zur 13-teiligen mehrfach ausgezeichneten Echtzeit-Kinderserie Allein gegen die Zeit, die Hafner zusammen mit Pivo Deinert ausführte.

## Künstlerisches Profil
Hafners Musik ist meist eine Kombination aus klassischen Instrumenten und elektronischen Soundelementen. Dabei kommt nicht selten seine Stimme zum Einsatz, die aber meist nicht in traditioneller Gesangsweise eingesetzt wird, sondern gesamplet und bearbeitet wird.
Auch klare und einfach strukturierte Stücke in kleinen Besetzungen wie beispielsweise für das zweisprachige Kinderhörspiel Tales of Booboo gehören zu Hafners Arbeit. Dieses Hörspiel wurde als Weihnachtsgeschenk auf der Seite des Audiogeräte-Herstellers Metric Halo eingesetzt.
Hafner war Gründungsmitglied des Realtime Elektro Projekts LAN, das ohne präpariertes Material aus 4 Laptops, Beatbox, live Percussion, Gesang und Cello bestand. Alle Instrumente konnten direkt gesamplet und geslicet werden und so dem Stück als realtime Baustein dienen.

## Filmografie
- 2007: Stepnica
- 2007: Seahorses
- 2008–2010: Ein Fall für zwei (Fernsehserie, 4 Folgen)
- 2009: Männersache
- 2010–2014: Danni Lowinski (Fernsehserie, 65 Folgen)
- 2010: Fasten à la carte
- 2010–2011: Allein gegen die Zeit
- 2011: Amok
- 2014: Heiter bis tödlich: Koslowski & Haferkamp (Fernsehserie, 16 Folgen)
- 2013–2016: Mission Backup Earth
- 2017: Babylon Berlin
- 2017: Dieses bescheuerte Herz
- 2023: Wochenendrebellen

## Recordings
- You Pretty Thing – Tune In (2008)
- Ursüsse – "Auf offenem Meer (2005)

## Einzelbelege
1. ↑  Erwähnung bei CD Perle
2. ↑  Verweis auf Rich-Prosecco-Clip bei www.hanshafner.de
3. ↑  http://einfallfuerzwei.zdf.de/ZDFde/inhalt/22/0,1872,1020854_idDispatch:7531800,00.html
4. ↑  http://einfallfuerzwei.zdf.de/ZDFde/inhalt/22/0,1872,1020854_idDispatch:7548375,00.html
5. ↑  http://homepage.univie.ac.at/katrien.kolenberg/booboo/chapters/chapters.html
6. ↑  http://www.mhlabs.com
7. ↑  Archivierte Kopie (Memento des Originals vom 28. Mai 2008 im Internet Archive)  Info: Der Archivlink wurde automatisch eingesetzt und noch nicht geprüft. Bitte prüfe Original- und Archivlink gemäß Anleitung und entferne dann diesen Hinweis.

| Personendaten    | Personendaten                         |
| ---------------- | ------------------------------------- |
| NAME             | Hafner, Hans                          |
| KURZBESCHREIBUNG | deutscher Komponist und Sounddesigner |
| GEBURTSDATUM     | 28. Oktober 1972                      |
| GEBURTSORT       | Rottweil                              |